# Pierre d'Aubusson

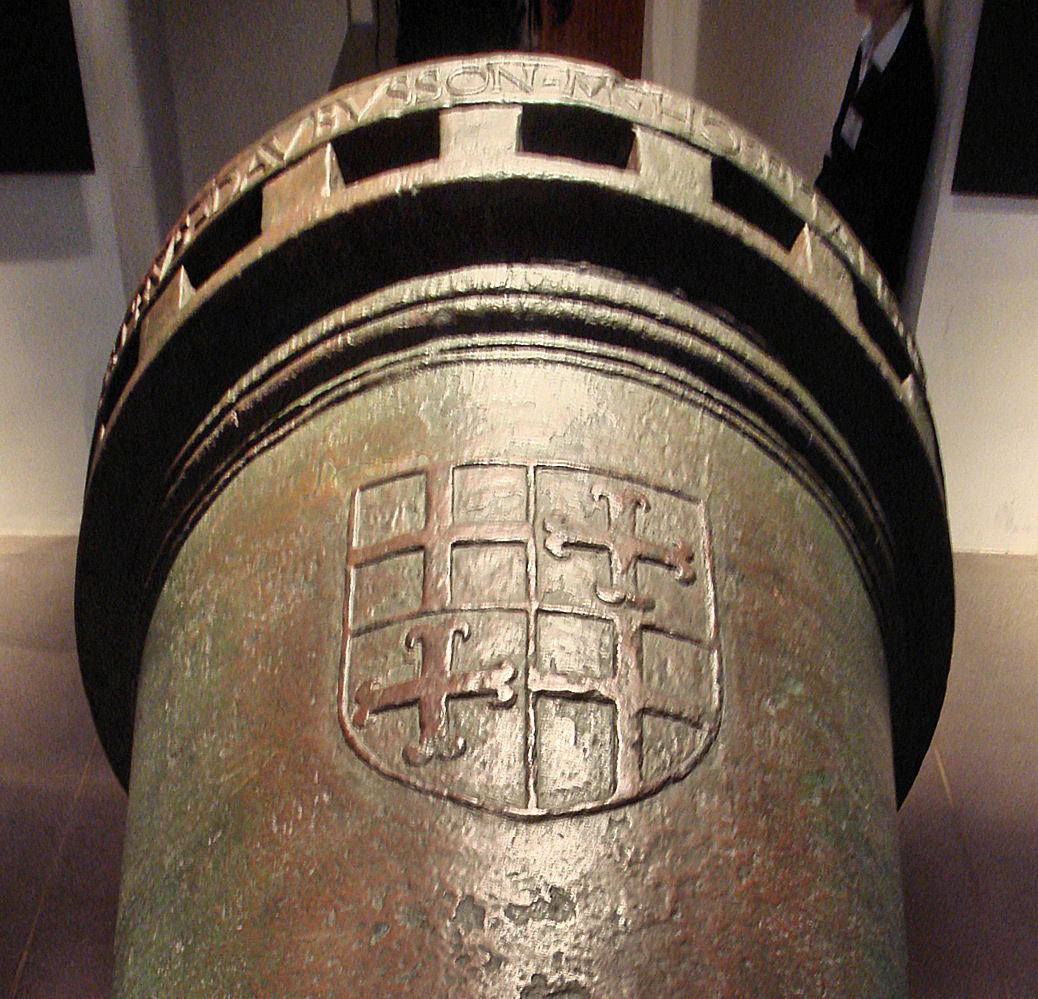
Escut de Pierre d'Aubusson, juntament amb el de l'Orde de l'Hospital en una bombarda La inscripció diu: "F. PETRUS DAUBUSSON M HOSPITALIS IHER".

Pierre d'Aubusson, nascut el 1423 al castell de Le Monteil (avui Le Monteil-au-Vicomte al departament de la Cruesa) i mort el 1503 a  Rodes, fou Mestre de l'Hospital, cardenal i legat papal a Àsia. Fou anomenat l'escut de la cristiandat.

## Un cavaller a Rodes

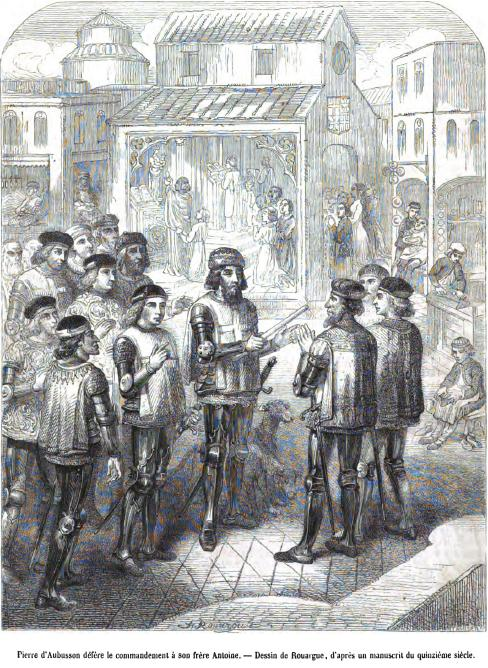
Pierre d'Aubusson quan va donar el comandament al seu germà Antoine

Pierre d'Aubusson fou el cinquè fill de Rainaud, senyor de Monteil, després de La Borne, sorgit de l'antiga dinastia dels vescomtes d'Aubusson. Les informacions sobre la seva joventut es poden resseguir a Père Bouhours i Dominique Bouhours, Histoire de Pierre d'Aubusson (Mabre-Cramoisy, París, 1677). Aquesta biografia ha estat durant molt de temps l'única biografia d'Aubusson. Fou comanada a Bouhours, per François d'Aubusson La Feuillade, marsical de França per Lluís XIV de França. Aquest Aubusson va prendre el títol de vescomte a la seva glòria i va manar fer aquesta obra per mostrar a la cort la seva gloriosa genealogia. L'obra es va dedicar al seu fill Louis d'Aubusson La Feuillade (1673-1725), també futur mariscal de França. Les dades d'aquesta biografia tenen aquell punt de les obres d'encàrrec, ja que contenen més informacions de les que realment van passar.
Pierre d'Aubusson fou admès a l'Orde de Sant Joan de Jerusalem al priorat de Bourganeuf, Llengua d'Alvèrnia, el 1444. L'any següent residia a  Rodes i ja pràcticament no se'n va moure fins que va morir. El 1456 va fer una missió per França, al costat del rei Carles VII de França a qui va convèncer de defensar Rodes. El monarca li va donar una summa de 16 mil escuts d'or, que Aubusson va fer servir per comprar armes i artilleria.

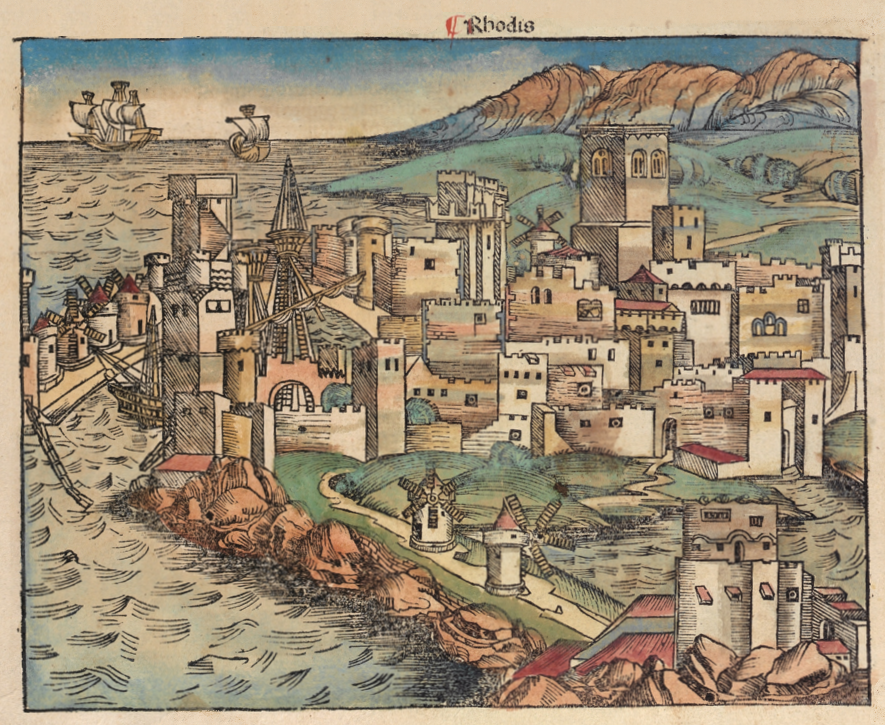
Rodes vers 1490

Nomenat comanador de Salins-les-Bains el 1454 i després batlle de Lureuil el 1472, va tenir confiança amb els mestres successius, a qui va fer de lloctinent en diverses ocasions i també es va encarregar de la fortificació de l'illa de Rodes i de les fortaleses del Dodecanès. El 1476 es va convertir en el prior de la llengua d'Alvèrnia, quan va succeir a Jehan Cottet, que estava en aquest càrrec des de 1450. El 17 de juny de 1476 va tenir el vot unànime del capítol general de l'Orde per esdevenir el 40è Mestre de l'Hospital, i va succeir a Giovanni Battista Orsini.

## El Gran Setge

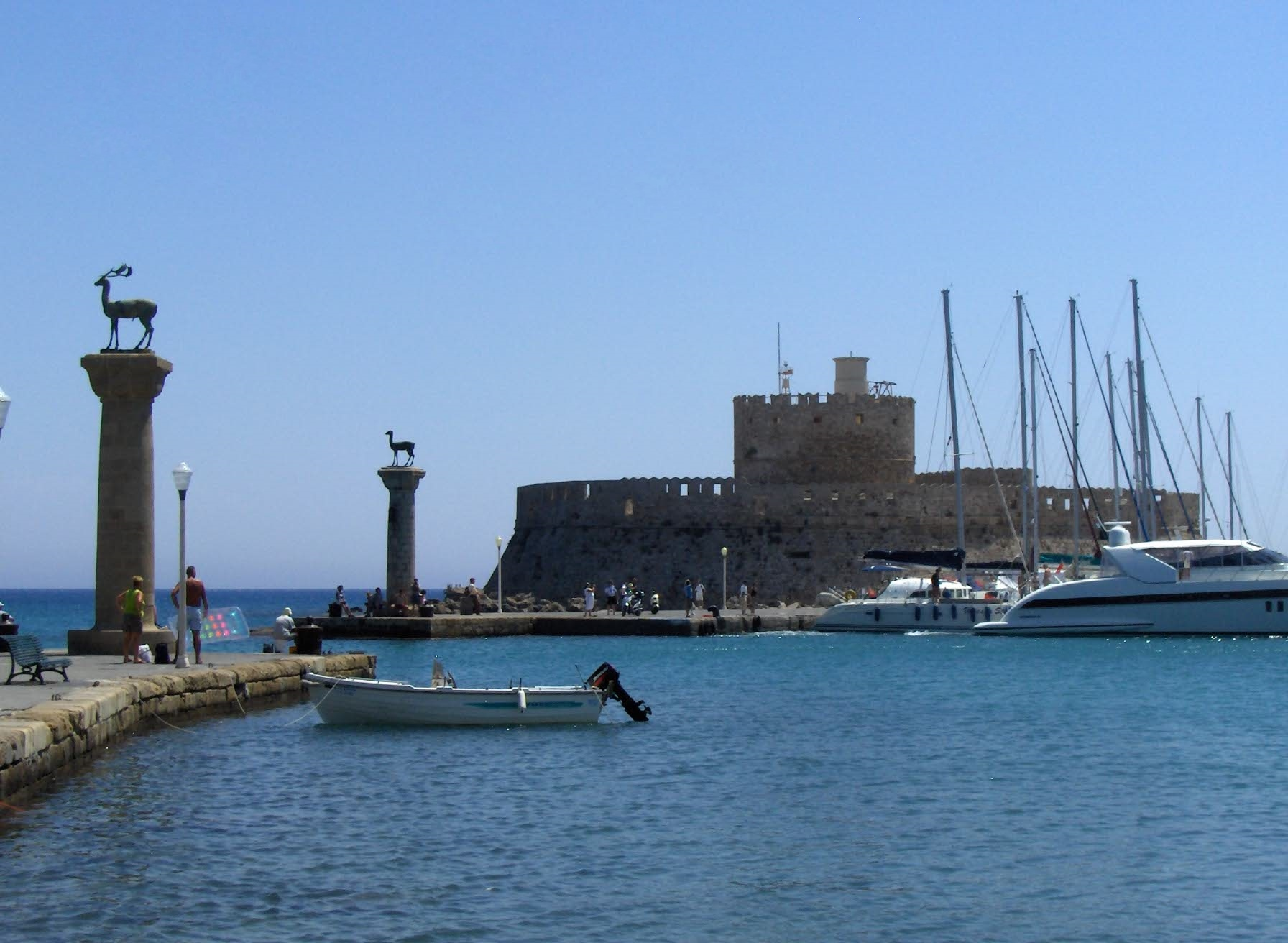
El port Mandraki i el fort de Sant Nicolau

El juny de 1480, sota les ordres de Mehmed II, conqueridor de Constantinoble, un exèrcit turc de 100.000 homes va posar setge a Rodes, defensada només per 350 hospitalers, reforçats per 500 cavallers i 2 mil homes vinguts de França sota la direcció d'Antoine d'Aubusson, germà gran de Pierre. En dos torns, els turcs van llançar els seus assalts contra el fort de Sant Nicolau, clau per a la defensa de la ciutat, on Pierre d'Aubusson s'havia tancat amb els millors homes. En el tercer assalt contra una muralla del barri jueu, a l'est de la ciutat (a finals de juliol) els otomans van poder entrar dins de la fortalesa, però en van ser fets fora. Pierre d'Aubusson va ser ferit tres vegades en aquesta ocasió. Un segon assalt turc va ser frenat per l'artilleria.
Els otomans van aixecar el setge entre el 15 i 18 de juliol després d'haver perdut 9 mil homes en els combats i a una epidèmia de disenteria.

## La història del soldà Djem

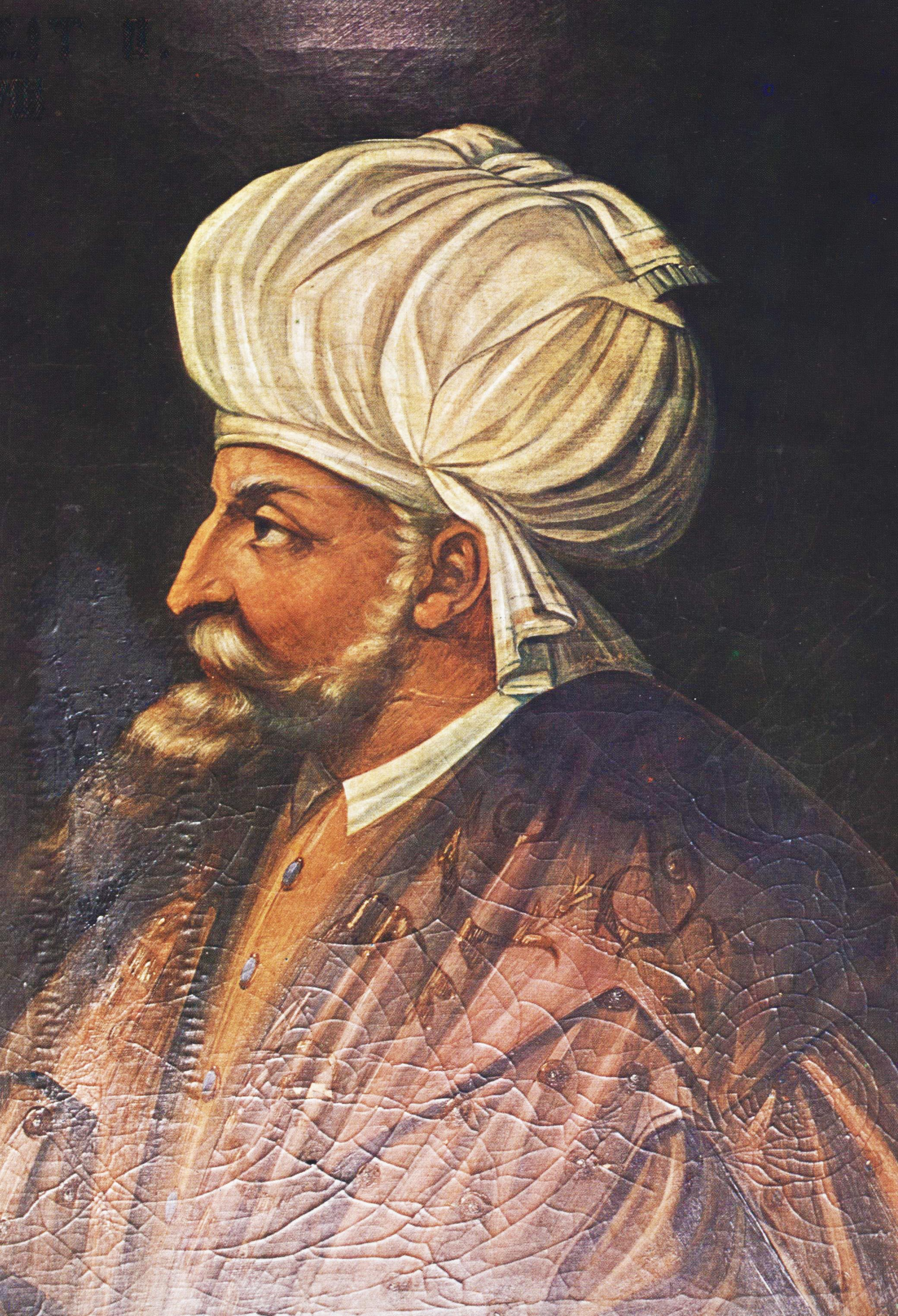
El soldà Baiazet II

Mehmet II va morir el maig de 1481. Els dos fills, Baiazet II (Bayazîd) i Djem (nom que els europeus van deformar en "Zizim") es van disputar la successió, que va perdre aquest últim. Per escapar de la sort que li esperava, va demanar asil al costat de Pierre d'Aubusson a Rodes. El 30 de juliol de 1482 va ser rebut com un hoste, però va ser tractat com un ostatge. El mestre el va confiar al seu nebot, Guy de Blanchefort, qui el va succeir en el cap de la llengua d'Alvèrnia, per tal de portar-lo a Europa. Després d'haver estat en diverses comandes de Provença i d'Alvèrnia, Djem va ser tancat en la torre que se li havia preparat a Bourganeuf, que des de llavors es coneix amb el nom de Zizim. Bajazet va proposar als hospitalers, que van acceptar, de donar una pensió de 40 mil ducats per al manteniment del seu germà, és a dir, perquè estigués ben guardat. Diversos sobirans europeus es van disputar Djem, que consideraven un mitjà de pressió sobre Baiazet per contenir l'expansió de l'Imperi Otomà.
El 1486 van començar unes negociacions a Roma entre els mandataris de Pierre d'Aubusson, encapçalats pel seu vicecanceller, Guillaume Caoursin, i el papa Innocenci VIII. A canvi del títol de cardenal i de legat papal a Àsia per a Pierre d'Aubusson, de la incorporació dels béns de dos ordes religiosos i militars recentment dissolts, i de la promesa del papa a no intervenir més en els nomenaments de dignitats dins de l'orde de l'Hospital, Djem seria entregat al papa. Efectivament, va deixar Bourganeuf el 10 de novembre de 1488 i va arribar a Roma el 13 de març de 1489, on va residir al Castell Sant'Angelo. Baiazet va proposar al papa Alexandre VI Borja de deslliurar Djem de les angoixes de la presó amb la colossal summa de 300 mil ducats, però el papa no va donar cap resposta a aquesta demanda.
Fou el rei Carles VIII de França quan va entrar a Itàlia el 1494 que va prendre Djem en vista d'una hipotètica croada contra el soldà de Grècia. Djem va morir a Càpua el 1495 en unes condicions fosques, es parla d'un enverinament.

## Darrers anys
A partir de 1481, Pierre d'Aubusson va emprendre la reforma dels estatuts de l'Orde, va restablir les financees, cosa que li va permetre continuar amb les fortificacions de Rodes i el Dodecanès. Per contenir l'avenç otomà, va insistir en els sobirans europeus d'organitzar una croada, però fou en va. El mateix va guiar una expedició valenta amb l'almirall venecià Loredano el 1501 contra Mitilene. Aquesta temptativa fou molt breu, ja que va veure com francesos, espanyols i genovesos es retiraven de la contesa.
A finals del segle xv va obligar a la població jueva de Rodes a marxar o convertir-se, d'aquesta manera va fer desaparèixer el judaisme de l'illa.
Pierre d'Aubusson va morir a Rodes el 3 de juliol de 1503. Fou enterrat a l'església de Sant Joan i el seu mausoleu fou destruït en una època no determinada, però després de la presa de l'illa pels turcs el 1523.